# Wir wollen keine Bullenschweine (EP)
Wir wollen keine Bullenschweine ist die erste EP von Slime. Sie enthält den gleichnamigen Titelsong, der immer wieder für Diskussionen sorgte und dreißig Jahre nach der Veröffentlichung zu Indizierung des Tonträgers durch die Bundesprüfstelle für jugendgefährdende Medien (BPjM) führte.

## Entstehungsgeschichte
Nachdem sich Slime von ihrem ersten Sänger Thorsten „Scout“ Kolle getrennt hatten, bezogen sie mit neuem Sänger Dirk Jora einen Proberaum in einem Wohnquartier in Hamburg-Eimsbüttel. Dort schrieben sie als erstes Lied den wütenden Punksong Wir wollen keine Bullenschweine. Tom Meyer, ein Tontechniker und Besitzer des Independent-Labels Moderne Musik, bot der Band an, eine Single aufzunehmen. Im Herbst 1979 nahm die Band vier Stücke auf. Neben Wir wollen keine Bullenschweine auch noch Iran, Ich hasse und Hey Punk. Die EP erschien dann im Februar 1980.

## Veröffentlichungen
Die EP erschien zunächst in einer Auflage von 2.000 Exemplaren, die rasch ausverkauft waren. Die ersten 500 Exemplare kamen mit roter Aufschrift auf weißem Label, die späteren Pressungen mit schwarzer Aufschrift. Eine offizielle Nachpressung gibt es nicht, allerdings zwei Bootlegs, eines von 2010 und eines unbekannten Veröffentlichungsdatums.  Eines der Bootlegs ist Grundlage der Indizierung 2011.

## Cover
Das Schallplattencover ist eine Nachahmung des Singlecovers von The Clashs White Riot und zeigt die Bandmitglieder in einer typischen Verhaftungspose von hinten, die Arme ausgestreckt und die Beine gespreizt. Im Vordergrund ist ein Mercedes-Stern zu sehen. Der Mercedes-Benz der E-Klasse war zu jener Zeit ein typisches Streifenwagen-Modell.

## Titelliste
A-Seite
1. Wir wollen keine – 3:12
2. Iran – 1:06

B-Seite
1. Hey Punk – 2:11
2. Ich hasse – 3:11

## Songinfos
Iran ist eine Anklage gegen das damalige Regime im Iran, das sich nach der Islamischen Revolution dort etabliert hat. Es wird heute von der Band nicht mehr gespielt, da Jora die Textzeile „Koran – Bibel für Faschisten“ nicht mehr singen möchte. Das Lied war lange Zeit nur als Liveversion auf Live (Pankehallen 21.1.1984) erhältlich. 1990 erschien es auf der Kompilation Paranoia in der Straßenbahn – Punk in Hamburg 1977-83 von Weird System sowie auf späteren Veröffentlichungen des Debütalbums.
Hey Punk erschien ein Jahr später in einer anderen Version auf dem Debütalbum der Band.
Ich hasse wurde ebenfalls auf  Paranoia in der Straßenbahn – Punk in Hamburg 1977-83 wiederveröffentlicht. Eine weitere Version unter dem englischen Titel Hate Them All erschien auf der Kompilation Die Letzten von Slime.